# Burg Horkheim
Die Burg Horkheim ist eine bereits im 14. Jahrhundert bestehende Wasserburg im heutigen Heilbronner Stadtteil Horkheim, in der vom 17. bis zum 19. Jahrhundert die Wohnstatt und Synagoge der Juden des Ortes lag.

## Geschichte
Die Burg Horkheim wurde bereits 1344 erwähnt. Die Burg, die ebenso wie die benachbarte Georgskirche am westlichen Rand des Ortes liegt, war Eigentum von Eberhards II. von Württemberg und als Lehen an mehrere Niederadlige aufgeteilt. 1389 veräußerte Eberhard die Burg an die Heilbronner Komturei des Deutschen Ordens, der die Burg 1459 an die Heilbronner Patrizierfamilie Lemlin weiterveräußerte. Die Lemlin stellten die Burg 1461 unter die Oberlehensherrschaft der Kurpfalz, während das Dorf Horkheim dagegen 1504 an Württemberg kam. Volmar Lemlin und seine Frau Agnes vom Bach stifteten am 11. Mai 1469 die Pfründe der Burgkapelle, deren Kaplanei bis etwa 1520 besetzt blieb.
Zur Burg, die im 16. Jahrhundert mehrfach ausgebaut wurde, gehörten die umliegenden Weingärten und Wirtschaftsgebäude im Schlossgarten, der sich nach Osten im Bereich der Schlossgasse bis zur Kelter erstreckte, aber keine weiteren Ländereien, so dass die Versorgung weitgehend von außerhalb geschehen musste.
1622 kam die Burg von den Lemlin an die Familie Seybold, danach an andere Lehensnehmer, die gegen den Widerwillen Württembergs ab dem 17. Jahrhundert verstärkt Juden in der Burg aufnahmen, nachdem im Ort bereits 1595 einzelne Juden gelebt hatten. Die Schutzjuden der Burgherrschaft richteten im Wohnturm der Burg eine 1725 erstmals erwähnte Synagoge ein, die bis ins 19. Jahrhundert genutzt wurde. 1749 sind bereits die Namen von 17 im Burgbereich lebenden jüdischen Familien (rund 90 Personen) verzeichnet. Die meisten Juden lebten schutzgeldfrei in der Burganlage, da sie dort neue Wohnungen errichtet oder verkommene Burggebäude renoviert hatten. Die Horkheimer Juden hatten ihren Friedhof in Sontheim. Die Schlossgasse soll einst Judengasse geheißen haben.
Um 1778 verzogen acht zumeist jüngere jüdische Familien von Horkheim in das Oberschloss im nahen Talheim und begründeten dort die Jüdische Gemeinde Talheim, nachdem es seit 1748 in Horkheim zu jahrzehntelangen Streitigkeiten mit dem Lehnsnehmer Johann Heinrich Buhl gekommen war, der ebenfalls seinen Wohnsitz in der Burg hatte. Buhl hat sich jedoch nicht nur mit den Schutzjuden angelegt, sondern es sind auch weitere Auseinandersetzungen mit anderen bekannt. 1761 gab es Probleme zwischen Buhl und der Kirchengemeinde, nachdem Buhl den Durchgang zur Kirche mit einem Zaun verschloss. 1784 hatte Buhl eine handfeste Auseinandersetzung mit dem Lauffener Werkmeister Rieger, dessen von Eisgang nach Horkheim getriebenes Holz er unrechtmäßig behalten hatte.
1834 gelangte die Burg in Privatbesitz. Der östliche Bereich des Burggrabens wurde verfüllt, die Schlossgasse mit Wohngebäuden bebaut. Ab 1811 ließen sich die Horkheimer Juden auch im Dorf nieder, 1828 sollen in Burg und Dorf Horkheim insgesamt 54 Juden gelebt haben, 1858 waren es 72 jüdische Einwohner. 1859 wurde in der Schlossgasse 5 eine Synagoge erbaut. Nach 1860 verzog die jüdische Gemeinde größtenteils ins benachbarte Heilbronn, die Synagoge in der Schlossgasse wurde zu einem Wohnhaus umgebaut.

## Anlage

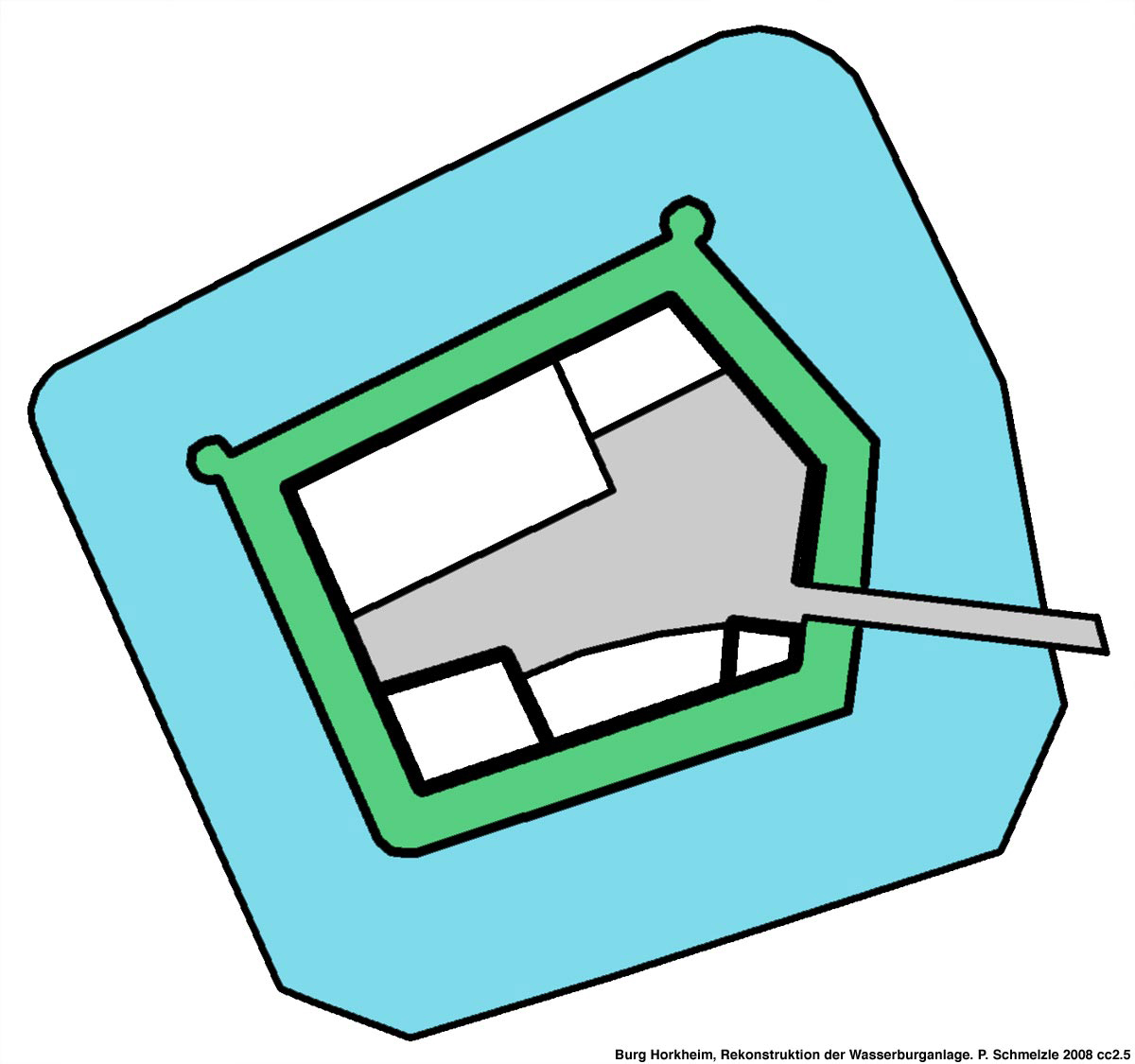
Historische Wasserburg, Rekonstruktion gemäß Infotafel vor Ort

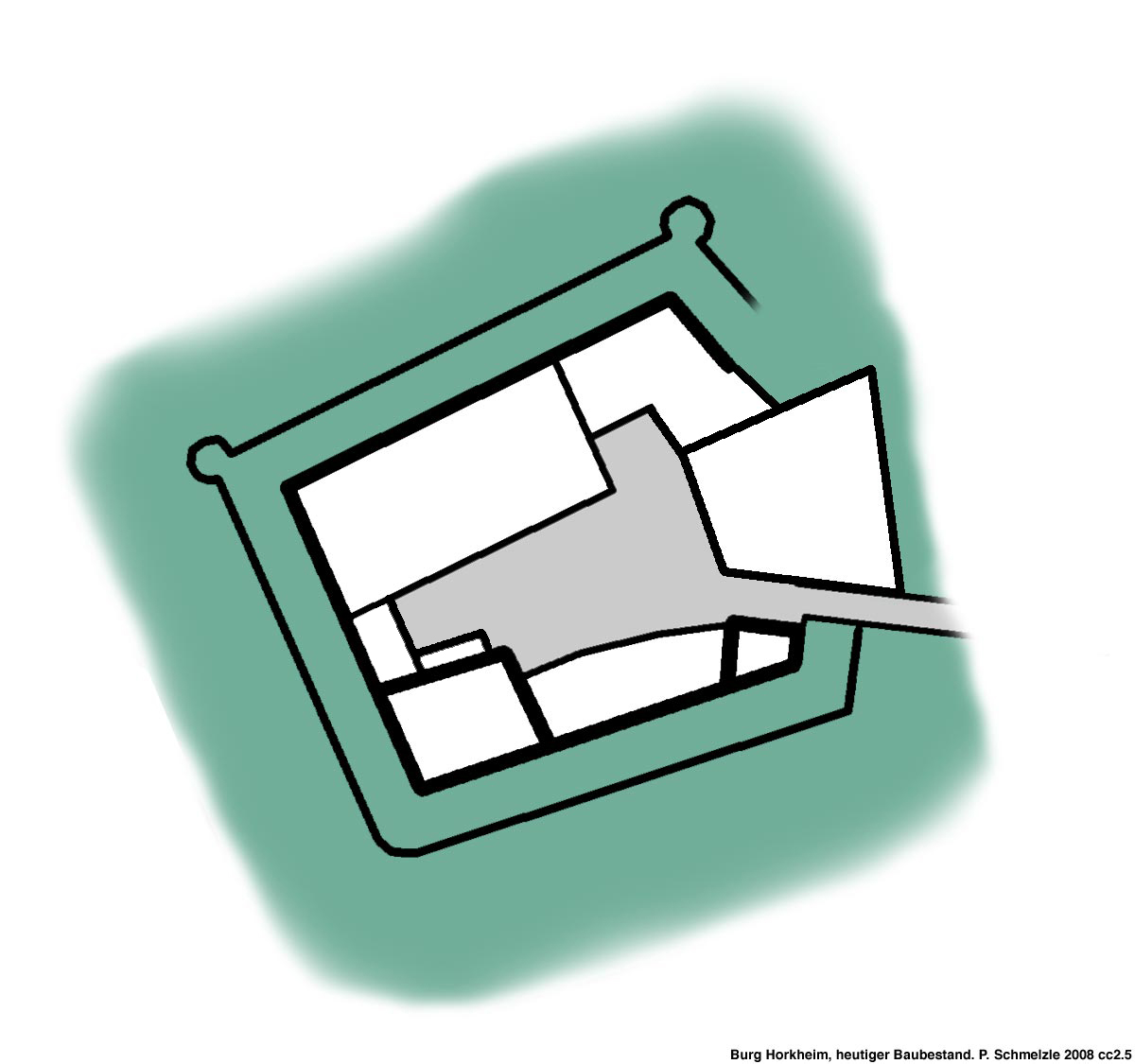
Heutiger Baubestand

Die Burg liegt westlich des historischen Dorfkerns von Horkheim in einer Niederung am nördlichen Ende eines sich zwischen Talheim und Heilbronn nach Westen erstreckenden Bogens des Neckars. Da die Burg auf keiner Anhöhe liegt, ist sie vom Ort aus fast nicht wahrzunehmen. Jedoch vom Neckar aus und von Südwesten ist der 16 Meter hohe, viergeschossige Wohnturm (Steinhaus) eine der Landmarken des Ortes.
Das Steinhaus im Südwesten der Anlage und die teilweise erhaltenen Umfassungsmauern mit Überresten von zwei Ecktürmen sind die ältesten Teile der ursprünglich fünfeckigen Anlage, die von einem 10 Meter breiten Wassergraben umgeben war. Der Wassergraben, der von einer Zugbrücke überspannt wurde, ist teilweise verfüllt. Der noch erhaltene größere Teil des Grabens ist ausgetrocknet und wird als Garten genutzt.
Der ursprüngliche Zugang zum Steinhaus befindet sich im Zweiten Obergeschoss, der Eingang im Erdgeschoss wurde nachträglich eingebrochen. Im ersten Obergeschoss haben sich gotische Rankenmalereien erhalten, an der Laibung des Fensters in der Nordwand Reste von aufgemalten Wappen. In den Fensternischen der Ostseite wurden 28 Tüncheschichten festgestellt. Im Zweiten Obergeschoss sind an der West- und der Ostwand hebräische Schriftzeichen sowie Reste von ornamentaler Renaissancemalerei erhalten. Das dritte Obergeschoss war unterteilt in einen unverputzten Vorraum und einen verputzten Saal mit Sitznischen an Ost- und Südfenstern. Die Fenster sind als Einzelfenster mit einfachen Paßbogen und als Doppelfenster mit schlichtem Dreipass ausgeführt. Stilistisch können die Fenster auf das frühe 14. Jahrhundert und damit in etwa auch auf die Zeit der ersten Erwähnung der Burg datiert werden.

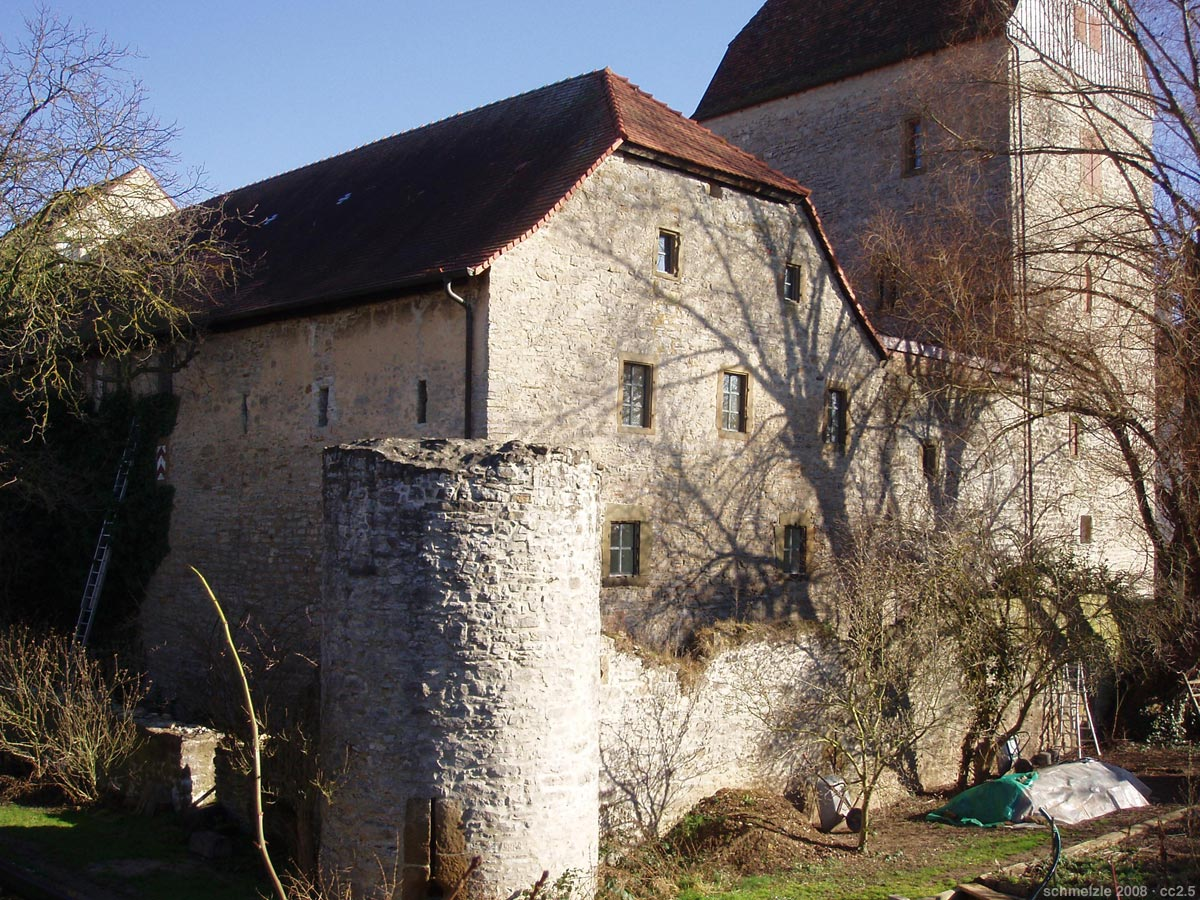
Burggraben mit Eckturm
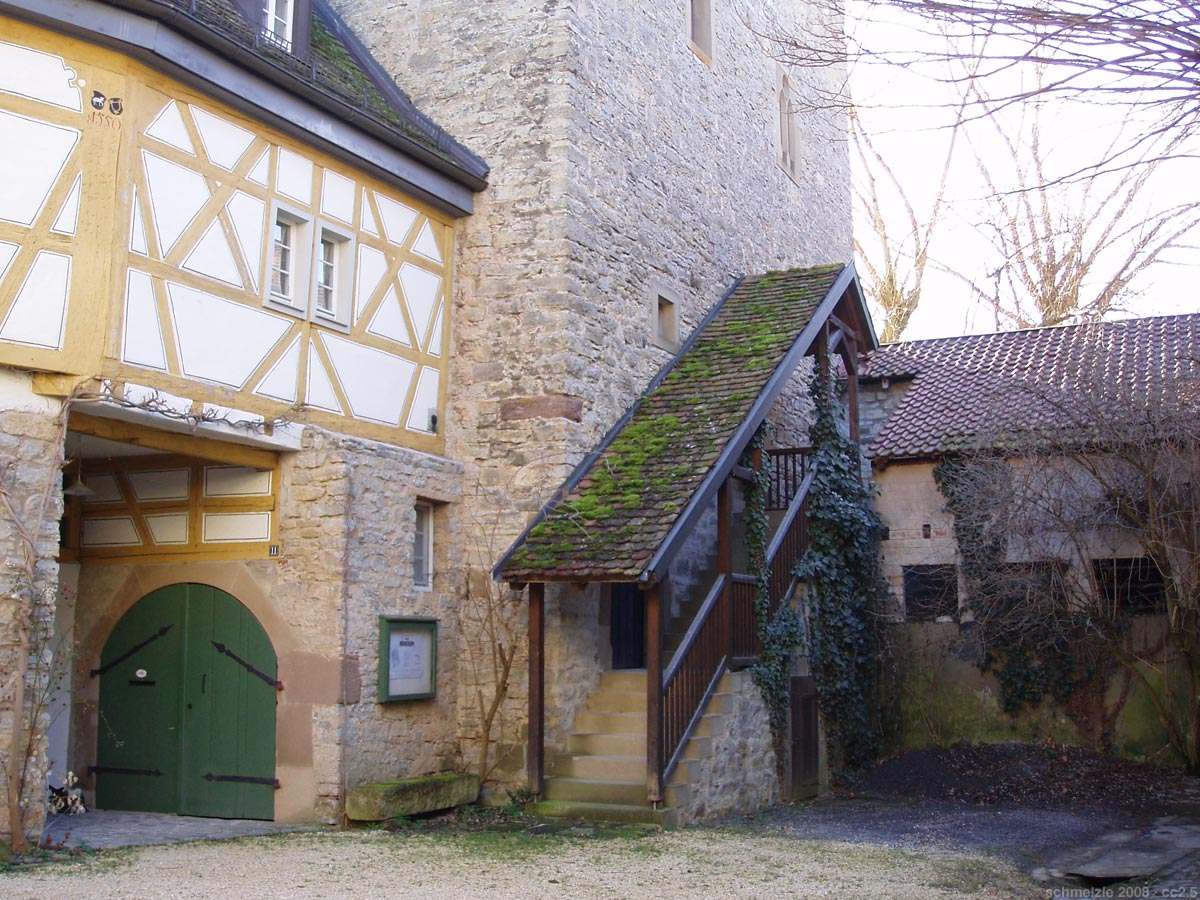
Aufgang zum Steinhaus
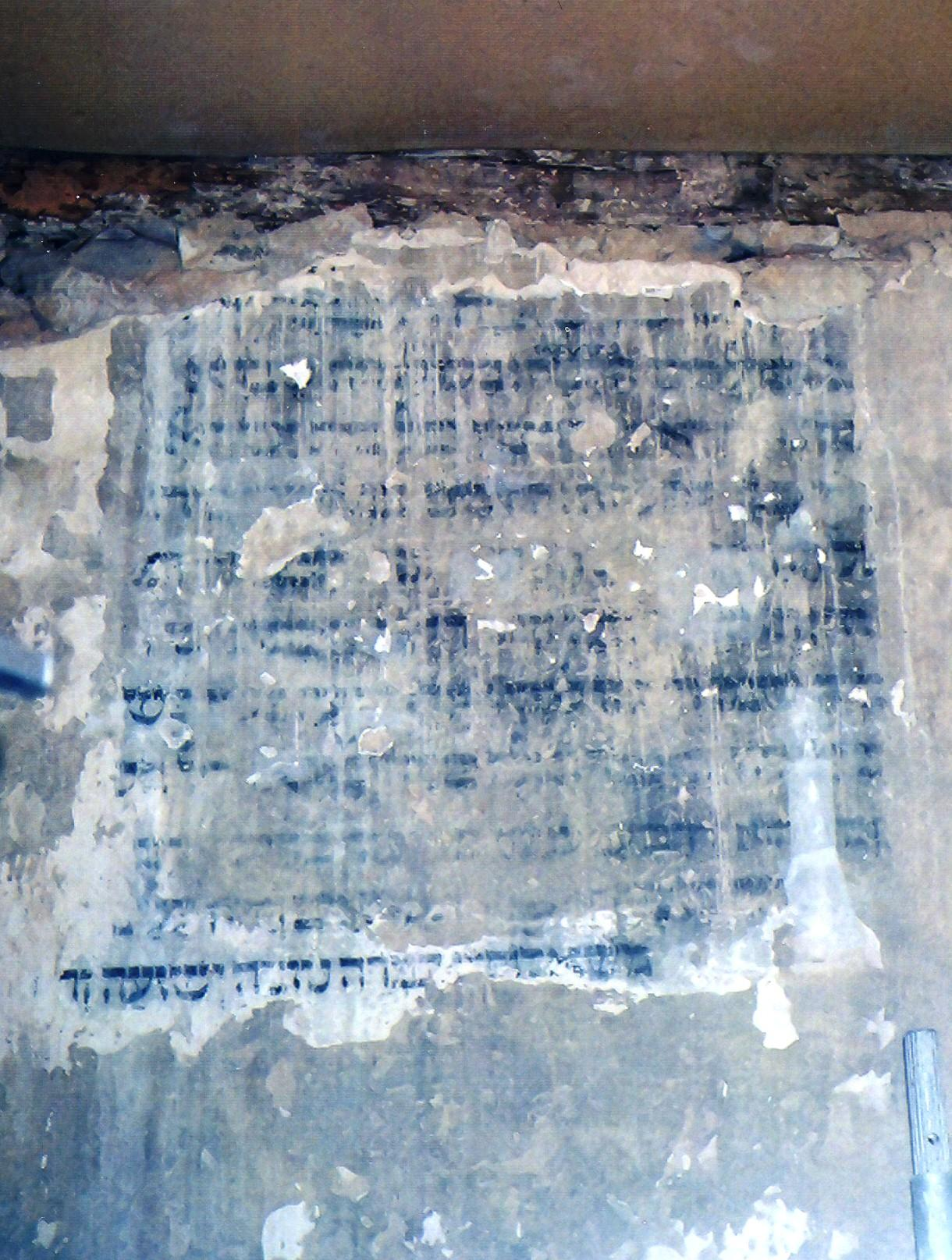
Relikt der Synagoge innerhalb der Burg

Der östlich an das Steinhaus anschließende zweigeschossige Wohnbau mit Zierfachwerk im Obergeschoss wurde 1550 von Volmar Lemlin erbaut. Sein Wappen und das seiner Gattin, einer geborenen von Rinderbach, finden sich neben der Jahreszahl 1550 an einem Eckständer des Gebäudes.
Die Wohngebäude im Nordosten der Anlage erhielten ihre heutige Gestalt durch Baumaßnahmen des 19. Jahrhunderts, gehen aber auch bereits auf das 16. Jahrhundert zurück. Die Wirtschaftsgebäude im Westen stammen im Kern aus dem 18. Jahrhundert. Das klassizistische Gebäude Schlossgasse 18 im Osten der Anlage, das die rechte Torseite zum Innenhof bildet, wurde erst nach Abriss der dortigen Umfassungsmauer und Verfüllung des Schlossgrabens erbaut.

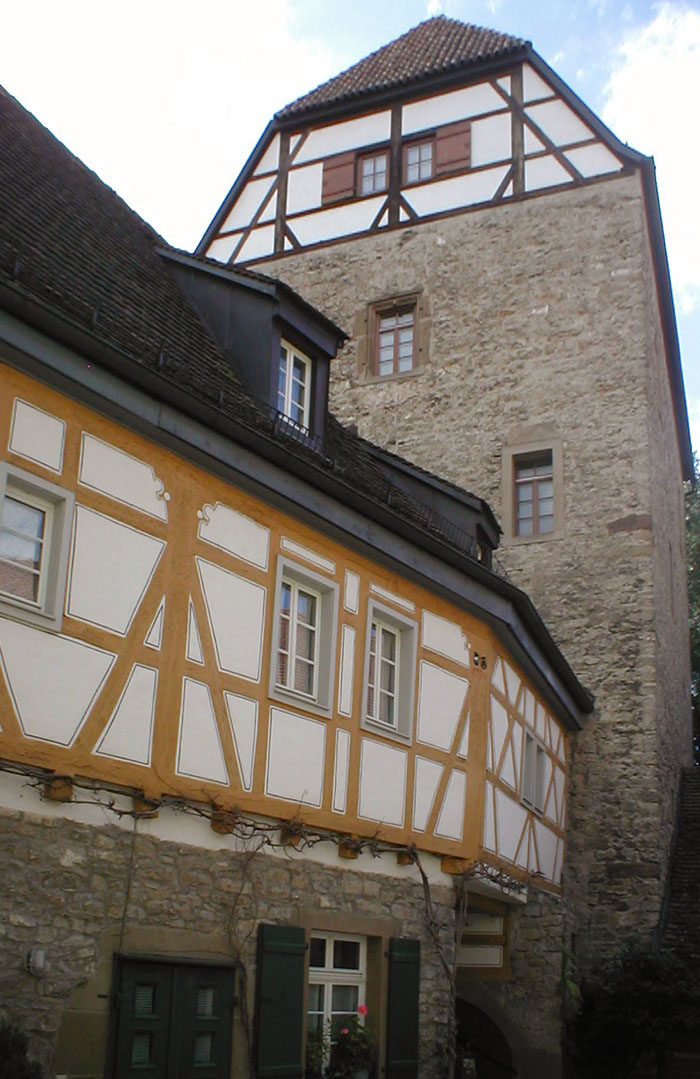
Wohngebäude und Steinhaus
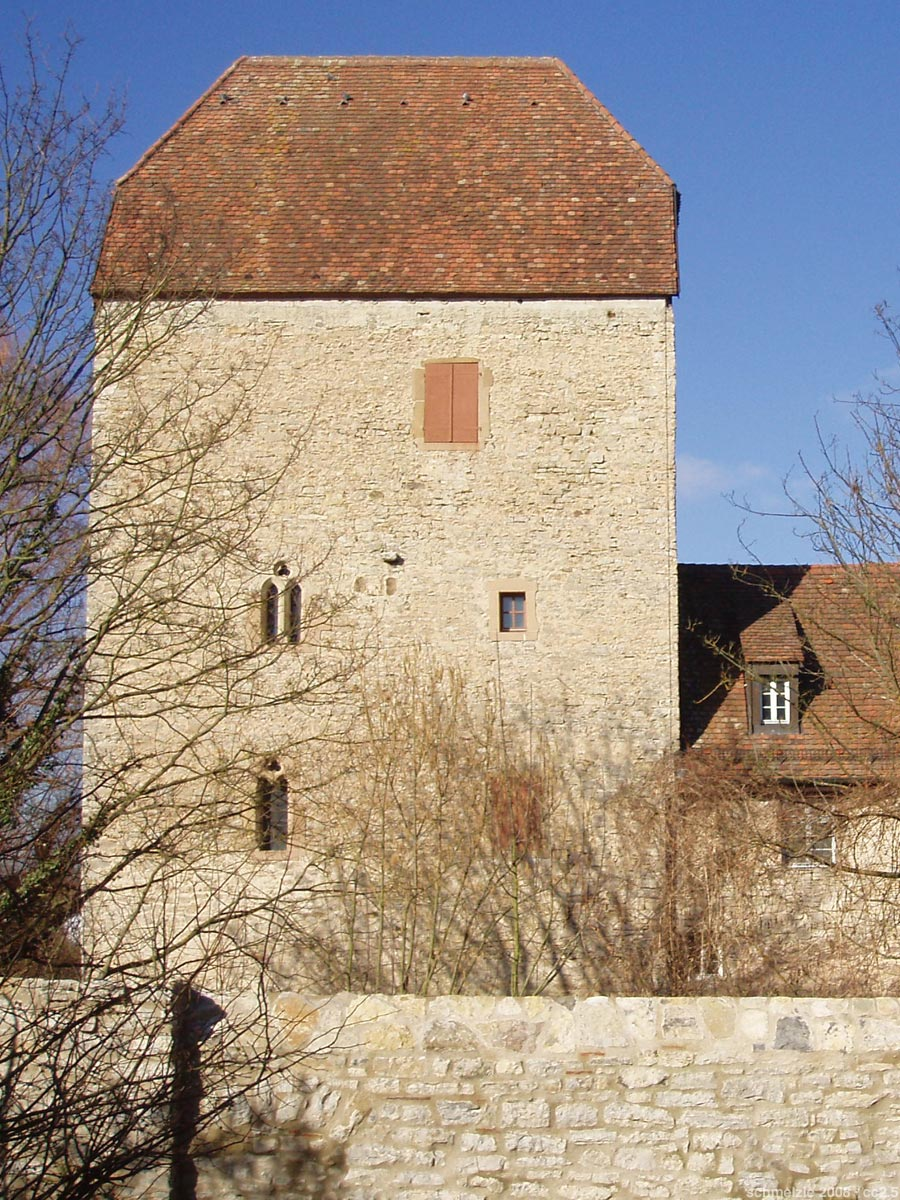
Steinhaus von der Georgskirche gesehen
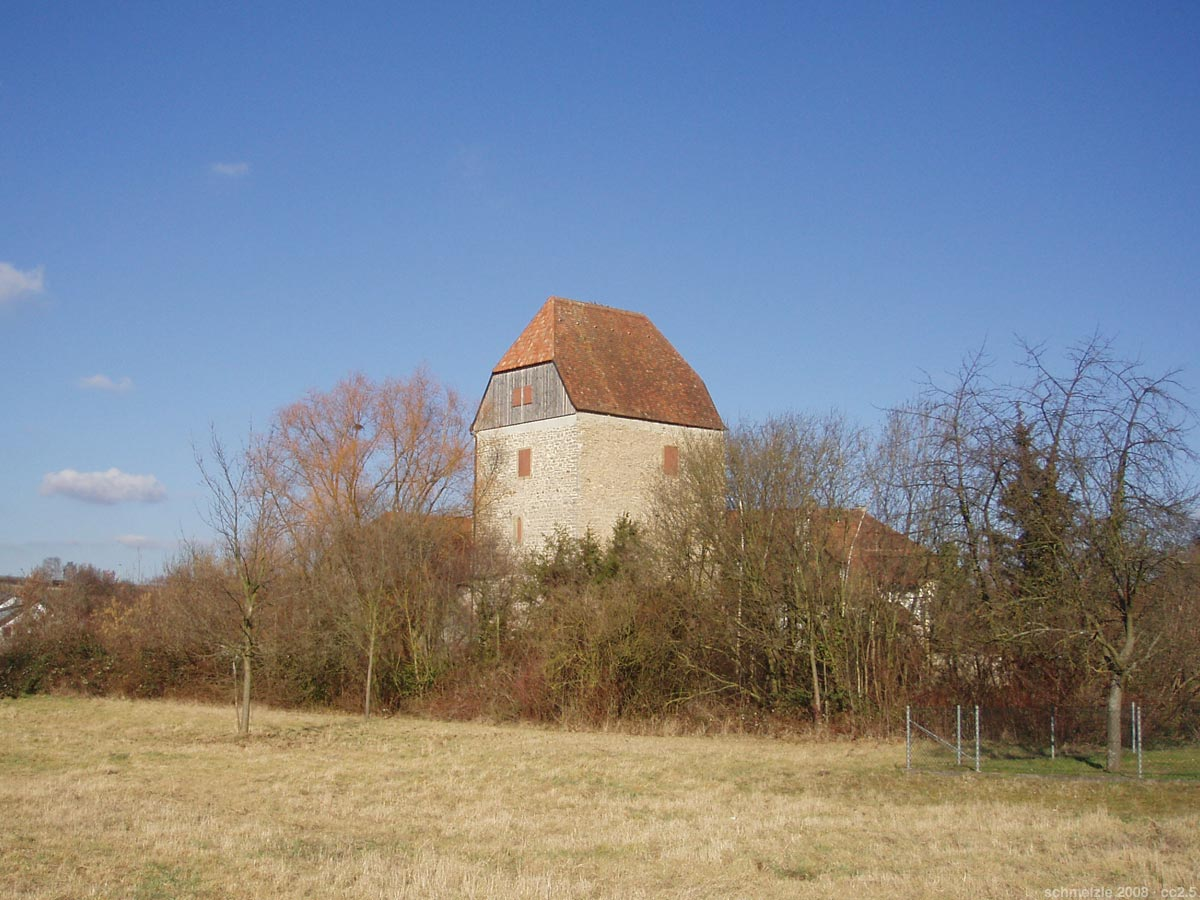
Steinhaus, Ansicht von Westen